# Rafał Czuper
Rafał Czuper (ur. 19 lutego 1988 w  Raczkach) – polski tenisista stołowy, Mistrz paraolimpijski z 2024 roku, medalista mistrzostw świata i Europy.

## Życiorys
Zawodnik klubu sportowego Podlaskiego Stowarzyszenia Sportowego Osób Niepełnosprawnych Start Białystok. Był klasyfikowany na trzeciej pozycji w światowym rankingu IPTTC (Międzynarodowego Komitetu Tenisa Stołowego Niepełnosprawnych).
Członek kadry narodowej i paraolimpijskiej mężczyzn w Polsce w tenisie stołowym. Uczestnik letnich igrzysk paraolimpijskich, w Rio de Janeiro 2016, gdzie wywalczył srebrny medal w grze pojedynczej (C2).
Pierwszym sukcesem na arenie międzynarodowej, były tytuł mistrza Europy w 2013 roku, zdobyty w grze pojedynczej.
Rafał Czuper (klasa 2) powtórzył osiągnięcie z igrzysk w Rio de Janeiro i zdobył srebrny medal w paraolimpiadzie w Tokio. W poniedziałkowym finale przegrał z Francuzem Fabienem Lamirault 2:3 (6:11, 14:12, 5:11, 11:7, 9:11).

## Osiągnięcia
- Zloty medal LIP w Paryżu - gra pojedyncza (C2)
- Srebrny medal LIP w Tokio – gra pojedyncza (C2)
- Srebrny medal LIP Rio de Janeiro 2016 – gra pojedyncza (C2)
- Srebrny medal mistrzostw świata w Pekinie 2014 – gra drużynowa (C4)
- Złoty medal mistrzostw Europy w Lignano 2013 – gra pojedyncza (C2)
- Srebrny medal mistrzostw Europy w Vejle  2015 – gra pojedyncza (C2)
- Brązowy medal mistrzostw Europy w Vejle  2015 – gra drużynowa (C3)

## Odznaczenia
- Krzyż Oficerski Orderu Odrodzenia Polski – 2024[7]
- Krzyż Kawalerski Orderu Odrodzenia Polski – 2021[8]
- Srebrny Krzyż Zasługi – 2016[9]